# Кіндер-сюрприз

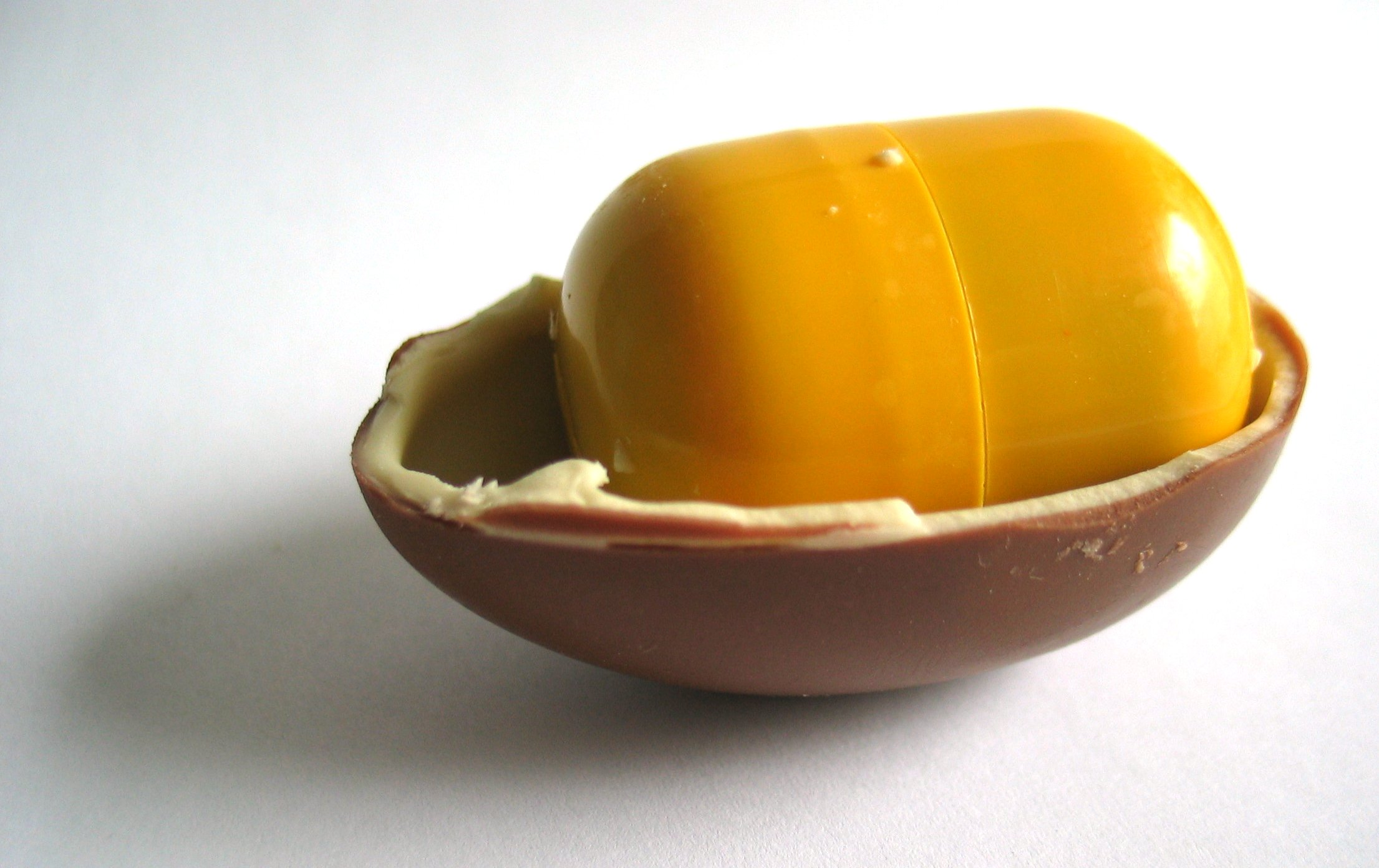
Розломлене яйце з пластиковим контейнером

Кі́ндер-сюрпри́з (італ. Kinder Sorpresa) — яйце з шоколаду з сюрпризом, що містить всередині пластиковий контейнер з іграшкою або сувеніром. Торгова марка належить італійській компанії Ferrero. Виробництво шоколадних яєць цією компанією розпочато в 1974 році.

## Історія
Ласощі у вигляді порожніх шоколадних куль із вмістом усередині існували, очевидно, ще на початку XX ст.: «шоколадну бомбу» з сюрпризом-іграшкою згадує В. П. Катаєв в одному зі своїх оповідань. Історія сучасних шоколадних «сюрпризів» у вигляді яєць починається у 1942 році, коли П'єтро Ферреро зайнявся виробництвом кондитерських виробів — перетворивши булочну, успадковану від батька, на цукерню. Діло продовжив син П'єтро, Мікеле Ферреро. Торгова марка Kinder (від нім. Kinder — «діти») була зареєстрована у 1968 році, а незабаром компанія Ferrero почала й випуск перших шоколадних яєць. Концепція з'явилася не одразу. Ферреро спостеріг у своїх крамницях: дитина скучає, коли мати здійснює покупки, а простою шоколадкою не можна зайняти малюка надовго. Ідею Мікеле підказала і стара італійська традиція подавати на Великдень до столу пиріжки з сюрпризом — монеткою чи іграшкою.
Так з'явилося шоколадне яйце з двох шарів шоколаду — молочного зовнішнього і білого внутрішнього. Усередині знаходилася жовта капсула, що імітувала жовток справжнього яйця — з мініатюрною іграшкою.

## Колекціонування іграшок
Наразі, «кіндер-сюрпризи» стали популярні не тільки серед дітей, а й серед дорослих, які колекціонують іграшки з цих яєць. Колекціонування набуло досить серйозних розмірів. На інтернет-аукціонах ціни на рідкісні типи іграшок можуть перевищувати 1000 євро. У лютому 2007 року на аукціоні eBay колекція з 90 тисяч іграшок була продана за 30 тисяч євро.

## Цікаві факти
- Кіндер-сюрпризи були заборонені до продажу в США, де, згідно з федеральним актом 1938 року, не можна вкладати неїстівні предмети в продукти харчування.[4]
- Для країн зі спекотним кліматом яйця з іграшками усередині випускаються Ferrero в менш плавкому варіанті під назвою «Kinder Joy».

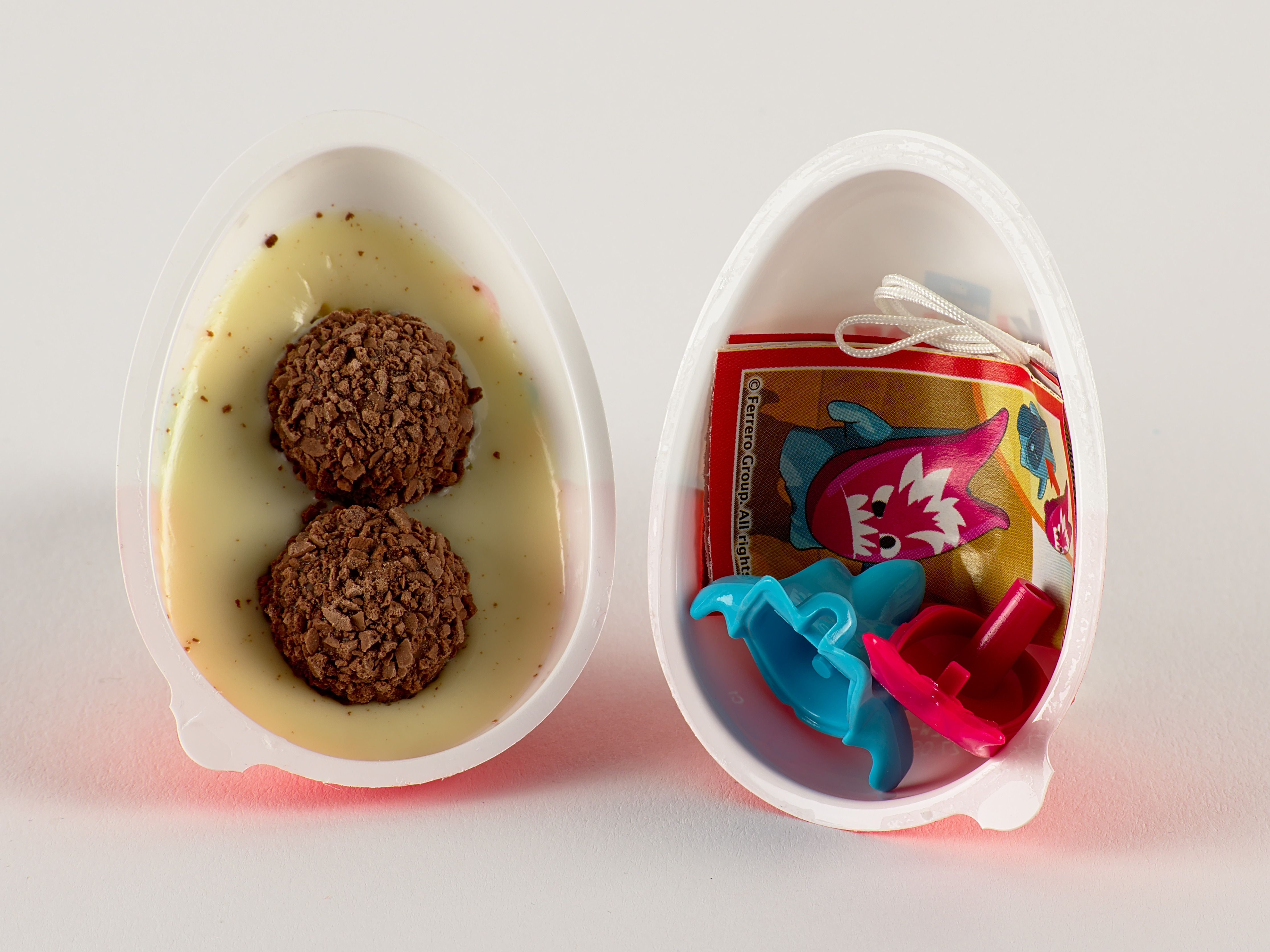
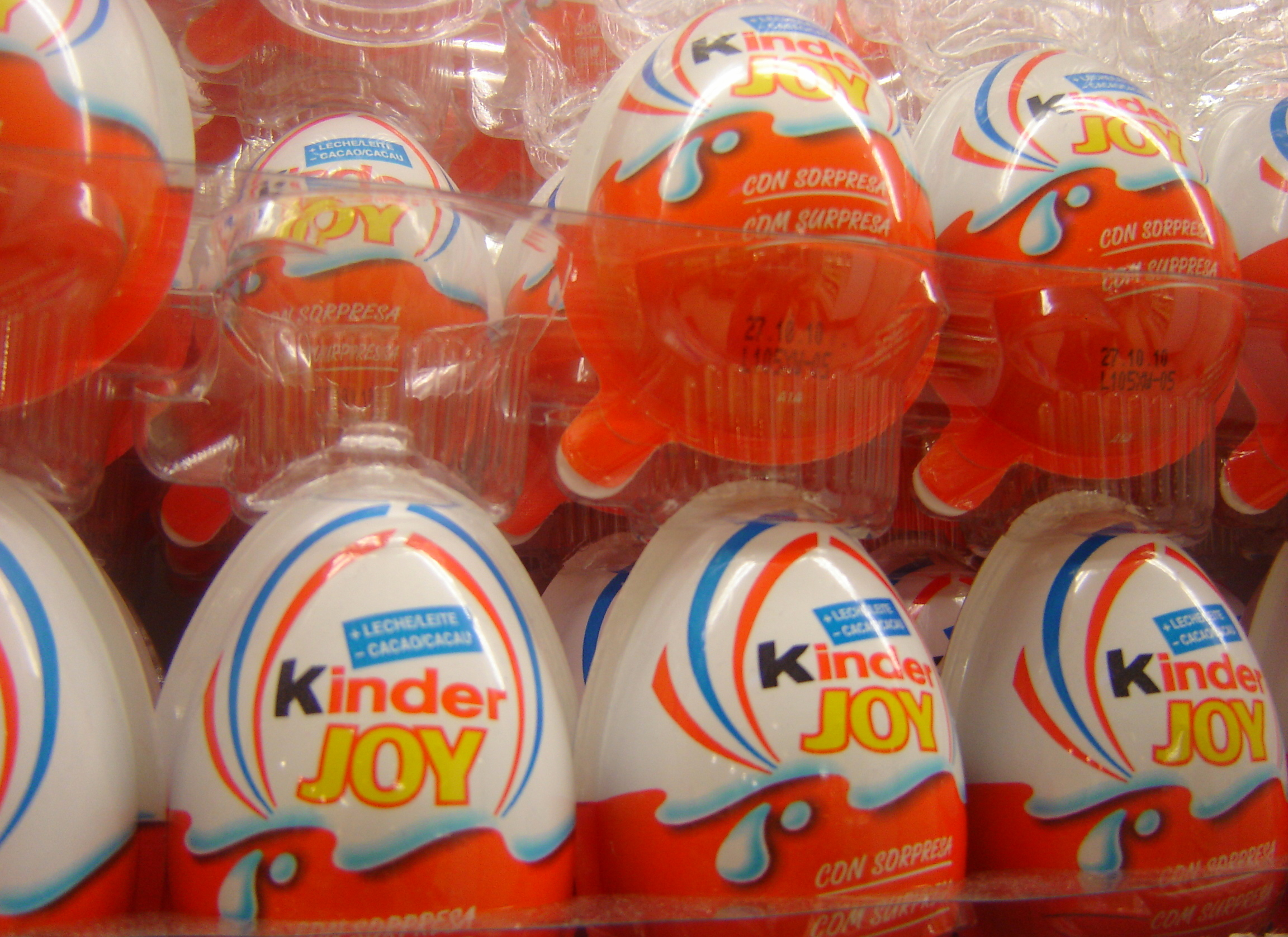